# Боденкирхен
Боденкирхен (нем. Bodenkirchen) — община в Германии, в Республике Бавария.
Община расположена в правительственном округе Нижняя Бавария в районе Ландсхут. Население составляет 5351 человек (на 31 декабря 2010 года). Занимает площадь 62,00 км².
Община подразделяется на 4 сельских округа.

## Население
По оценке на 31 декабря 2015 года население общины Боденкирхен составляет 5243 чел. 

| Дата      | 1840 | 1871 | 1900 | 1925 | 1939 | 1950 | 1961 | 1970 | 1987 | 2011 |
| --------- | ---- | ---- | ---- | ---- | ---- | ---- | ---- | ---- | ---- | ---- |
| Население | 2281 | 2505 | 2915 | 3206 | 2975 | 4414 | 3502 | 3965 | 4476 | 5238 |

| Год       | 1960 | 1970 | 1980 | 1990 | 2000 | 2009 | 2010 | 2011 | 2012 | 2013 | 2014 | 2015 |
| --------- | ---- | ---- | ---- | ---- | ---- | ---- | ---- | ---- | ---- | ---- | ---- | ---- |
| Население | 3417 | 3924 | 4063 | 4732 | 5273 | 5371 | 5351 | 5213 | 5211 | 5209 | 5186 | 5243 |